# Totale Differenzierbarkeit
Die totale Differenzierbarkeit ist im mathematischen Teilgebiet der Analysis eine grundlegende Eigenschaft von Funktionen zwischen endlichdimensionalen Vektorräumen über {\displaystyle \mathbb {R} }. Mittels dieser Eigenschaft lassen sich viele weitere für die Analysis bedeutsame Aussagen über Funktionen zeigen. (Diese Aussagen sind nicht gültig bei Verwendung der schwächeren partiellen Differenzierbarkeit, welche der üblichen Definition der Differenzierbarkeit einer reellen Funktion als Konvergenz der Differenzenquotienten formal ähnlicher ist.) Viele weitere Begriffe der Analysis bauen dann auf der totalen Differenzierbarkeit auf. In der neueren mathematischen Literatur spricht man meist statt totaler Differenzierbarkeit einfach von Differenzierbarkeit.
Die totale Differenzierbarkeit einer Funktion in einem Punkt bedeutet, dass diese sich dort lokal durch eine lineare Abbildung approximieren (annähern) lässt, während die partielle Differenzierbarkeit (in alle Richtungen) nur die lokale Approximierbarkeit durch Geraden in allen Koordinatenachsenrichtungen, nicht jedoch als eine einzige lineare Abbildung fordert.
Während die Ableitung {\displaystyle \,\!f'(x_{0})} einer Funktion {\displaystyle f\colon \mathbb {R} \to \mathbb {R} } an einer Stelle {\displaystyle x_{0}\in \mathbb {R} } üblicherweise als eine Zahl aufgefasst wird, fasst man im höherdimensionalen Fall die Ableitung als ebenjene lokale lineare Approximation auf. Diese lineare Abbildung kann durch eine Matrix dargestellt werden, die Ableitungsmatrix, Jacobi-Matrix oder Fundamentalmatrix genannt wird (im eindimensionalen Fall ergibt sich dadurch wiederum eine 1×1-Matrix, d. h. eine einzige Zahl). Im eindimensionalen Fall stimmen der klassische reelle, der totale und der partielle Differenzierbarkeitsbegriff überein.
Der Begriff der Fréchet-Differenzierbarkeit verallgemeinert die totale Differenzierbarkeit auf unendlichdimensionale Räume, er übernimmt die Eigenschaft der Ableitung als lokale, lineare Approximation.

## Motivation/Einführung
Für Funktionen {\displaystyle f\colon \mathbb {R} \to \mathbb {R} } wird die Ableitung an der Stelle {\displaystyle x_{0}} in der Regel durch 
{\displaystyle f'(x_{0})=\lim _{x\to x_{0}}{\frac {f(x)-f(x_{0})}{x-x_{0}}}=\lim _{h\to 0}{\frac {f(x_{0}+h)-f(x_{0})}{h}}}
definiert, mit {\displaystyle h=x-x_{0}} bzw. {\displaystyle x=x_{0}+h}.
In dieser Form kann man die Definition nicht auf Abbildungen {\displaystyle F\colon \mathbb {R} ^{n}\to \mathbb {R} ^{m}} übertragen, da man durch {\displaystyle h\in \mathbb {R} ^{n}} nicht dividieren kann. Man verfolgt deshalb einen anderen Weg.
Die Ableitung {\displaystyle \,f'(x_{0})} entspricht der Steigung der Tangente an den Funktionsgraphen im Punkt {\displaystyle (x_{0},f(x_{0}))}. 
Die Tangente selbst hat die Gleichung 
{\displaystyle \,y=f(x_{0})+f'(x_{0})(x-x_{0}),}
sie ist also der Graph der linearen (affinen) Funktion
{\displaystyle x\mapsto f(x_{0})+f'(x_{0})(x-x_{0})}.
Diese Funktion approximiert die Funktion {\displaystyle f} im folgenden Sinn:
{\displaystyle \,f(x)=f(x_{0})+f'(x_{0})(x-x_{0})+r(x-x_{0})}
bzw. (mit {\displaystyle h=x-x_{0}}, also {\displaystyle x=x_{0}+h})
{\displaystyle \,f(x_{0}+h)=f(x_{0})+f'(x_{0})h+r(h)},
wobei der Fehlerterm 
{\displaystyle r(h)} für {\displaystyle h\to 0} schneller gegen 0 geht als {\displaystyle h}, das heißt
{\displaystyle \lim _{h\to 0}{\frac {|r(h)|}{|h|}}=0.}
In dieser Form lässt sich der Begriff der Differenzierbarkeit auf Abbildungen {\displaystyle F\colon \mathbb {R} ^{n}\to \mathbb {R} ^{m}} übertragen. In diesem Fall ist {\displaystyle h} ein Vektor in {\displaystyle \mathbb {R} ^{n}}, {\displaystyle F(x_{0}+h)-F(x_{0})} ein Vektor in {\displaystyle \mathbb {R} ^{m}} und {\displaystyle \,F'(x_{0})} eine lineare Abbildung von {\displaystyle \mathbb {R} ^{n}} nach {\displaystyle \mathbb {R} ^{m}}.

## Definition
Gegeben seien eine offene Teilmenge {\displaystyle U\subseteq \mathbb {R} ^{n}}, ein Punkt {\displaystyle x_{0}\in U} und eine Abbildung {\displaystyle F\colon U\to \mathbb {R} ^{m}}.
Die Abbildung {\displaystyle F} heißt im Punkt {\displaystyle x_{0}} (total) differenzierbar, falls eine lineare Abbildung 
{\displaystyle L\colon \mathbb {R} ^{n}\to \mathbb {R} ^{m}}
existiert, die die Abbildung 
{\displaystyle h\mapsto F(x_{0}+h)-F(x_{0})}
approximiert, das heißt, für die „Fehlerfunktion“
{\displaystyle r(h)=F(x_{0}+h)-F(x_{0})-L(h)}
gilt
{\displaystyle \lim _{h\to 0}{\frac {\|r(h)\|}{\|h\|}}=0.}
Dabei bezeichnet {\displaystyle h} einen Vektor in {\displaystyle \mathbb {R} ^{n}}. Die doppelten Betragsstriche bezeichnen eine Vektornorm in {\displaystyle \mathbb {R} ^{n}} bzw. {\displaystyle \mathbb {R} ^{m}}. Da im {\displaystyle \mathbb {R} ^{n}} bzw. {\displaystyle \mathbb {R} ^{m}} alle Normen äquivalent sind, spielt es keine Rolle, welche Norm gewählt wird. 
Falls so eine lineare Abbildung {\displaystyle L} existiert, so ist sie eindeutig bestimmt. Man nennt sie das (totale) Differential oder einfach nur die Ableitung von {\displaystyle F} im Punkt {\displaystyle x_{0}} und schreibt dafür
{\displaystyle DF(x_{0})}, {\displaystyle DF_{x_{0}}}, {\displaystyle dF_{x_{0}}} oder {\displaystyle F'(x_{0})\,}.
Falls umgekehrt in einer Umgebung von {\displaystyle x_{0}} alle partiellen Ableitungen von {\displaystyle F} existieren und in {\displaystyle x_{0}} stetig sind, folgt schon die (totale) Differenzierbarkeit von {\displaystyle F} in {\displaystyle x_{0}}.